# Kanton Fouesnant
Kanton Fouesnant (fr. Canton de Fouesnant) je francouzský kanton v departementu Finistère v regionu Bretaň. Skládá se ze sedmi obcí.

## Obce kantonu
- Bénodet
- Clohars-Fouesnant
- La Forêt-Fouesnant
- Fouesnant
- Gouesnach
- Pleuven
- Saint-Évarzec